# Indústria manufatureira no Japão

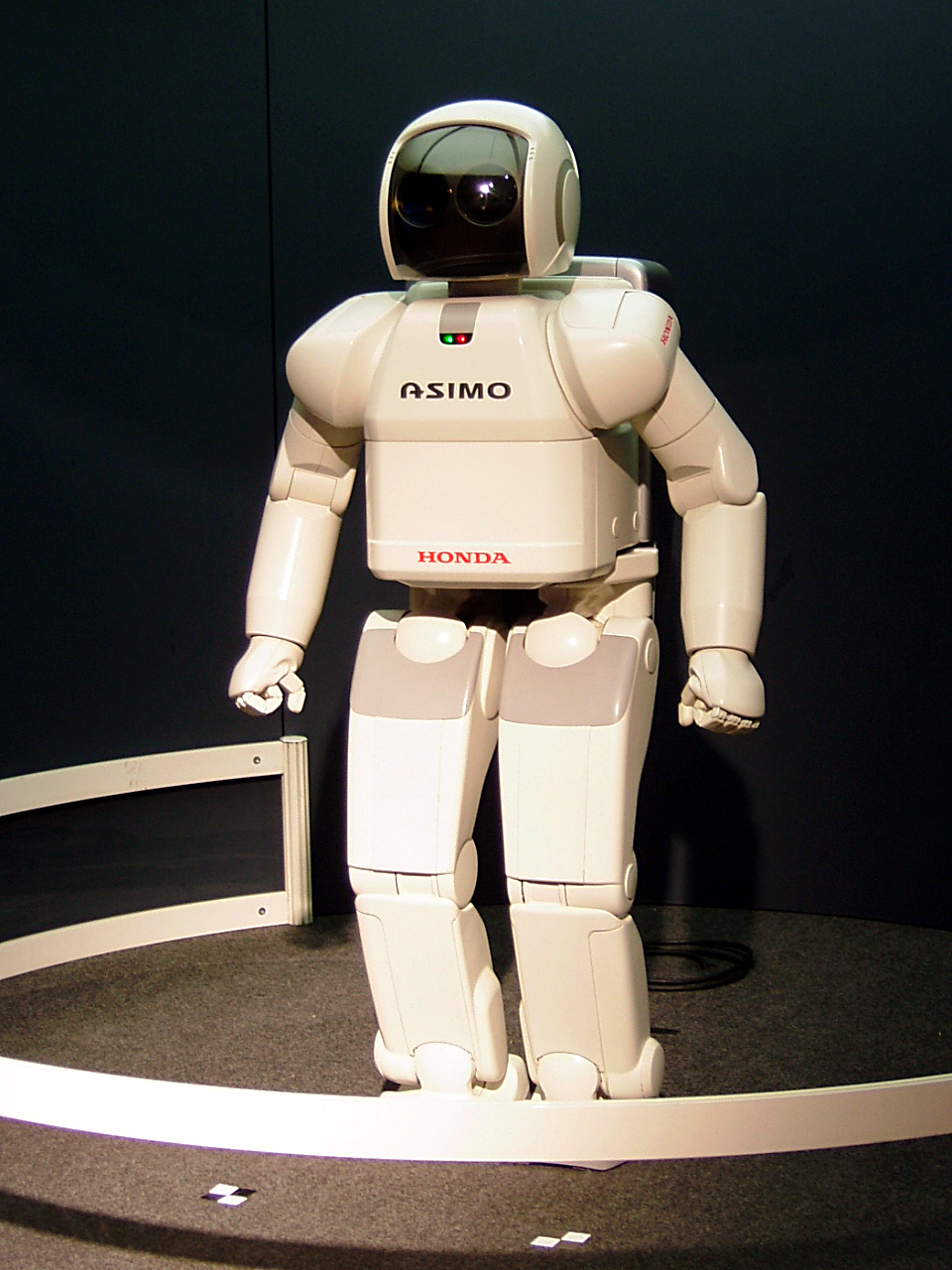
ASIMO é um robô humanoide avançado

A indústria manufatureira no Japão é composta por indústrias como a automobilística, eletrônica (ver Indústria eletrônica no Japão) de computadores, semicondutores, cobre, ferro e aço.
Outras indústrias chaves para a economia do Japão são a petroquímica,a de farmácia, construção naval, aeroespacial, têxtil e alimentos processados.
A indústria manufatureira japonesa é altamente dependente de matéria-prima e combustível importados.

## Construção naval
O Japão dominou a construção naval mundial no final da década de 1980, respondendo por mais da metade de todos os pedidos no mundo. Seus competidores mais próximos eram a Coreia do Sul e a Espanha, com 9% e 5,2% do mercado, respectivamente.
A indústria de construção naval japonesa foi atingida por uma longa recessão do final da década de 1970 até a maior parte da década de 1980, que resultou em um drástico corte no uso de fábricas e na força de trabalho, mas houve um reaquecimento do setor em 1989. A indústria foi ajudada pelo aumento súbito na demanda de outros países que precisavam substituir suas frotas antigas e pelo declínio súbito na indústria naval da Coreia do Sul. Em 1988, as empresas japonesas de construção naval receberam pedidos de 4,8 milhões de toneladas de navios, mas esse número cresceu para 7,1 milhões de toneladas em 1989.
Embora encare a competição da Coreia do Sul e China, o Japão permanece com uma indústria manufatureira de construção naval avançada e de sucesso.
O Japão perdeu sua posição de liderança na indústria para a Coreia do Sul em 2004, e sua participação de mercado desde então tem caído drasticamente. A participação de mercado total dos países de toda a Europa caiu para apenas um décimo da Coreia do Sul, e os números dos Estados Unidos e outros países tornaram-se mínimos. No entanto, a construção naval militar permanece dominada pelas empresas dos Estados Unidos e Europa.

## Aeroespaço
A indústria aeroespacial recebeu um grande impulso em 1969 com a fundação da Agência Nacional de Desenvolvimento Espacial (posteriormente Agência Japonesa de Exploração Aeroespacial), que se encarregou do desenvolvimento de satélites e veículos de lançamento. A indústria militar japonesa, embora represente uma fatia pequena do PIB, é um setor importante da economia.

## Petroquímica
A indústria petroquímica experimentou um crescimento moderado no final da década de 1980 devido à expansão econômica estável. O maior crescimento veio da produção de plásticos, poliestireno e polipropileno. Os preços dos produtos petroquímicos permaneceram altos devido à demanda crescente nas economias em desenvolvimento da Ásia.
Em 1990, esperava-se que a construção de complexos de fábricas para produzir produtos baseados no etileno na Coreia do Sul e Tailândia aumentaria a oferta e reduziria os preços. No longo prazo, prevê-se que a indústria petroquímica japonesa se deparará com uma competição intensa como um resultado da integração dos mercados interno e internacional e dos esforços dos outros países asiáticos em alcançar o Japão.

## Biotecnologia e indústria farmacêutica
As indústrias da biotecnologia e farmacêutica experimentaram um crescimento intenso no final da década de 1980. A produção farmacêutica cresceu cerca de 8% em 1989 devido aos gastos crescentes com a população idosa japonesa. Os fabricantes líderes ativamente desenvolveram novas drogas, tais como aquelas para doenças degenerativas e geriátricas. As empresas farmacêuticas estabeleceram redes tripolares conectando Japão, Estados Unidos e Europa ocidental para coordenar o desenvolvimento de produtos. Eles também intensificaram as fusões e aquisições no exterior. A pesquisa e desenvolvimento da biotecnologia progredia com estabilidade, incluindo o lançamento de projetos marinhos com a comercialização em grande escala a ocorrer na década de 1990.
A pesquisa biotecnológica cobria uma ampla variedade de campos: agricultura, pecuária, farmacêutica, química, processamento de alimentos e fermentação industrial. Hormônios e proteínas humanas para uso farmacêutico foram pesquisados através de recombinação genética usando bactérias.
A biotecnologia também é usada para melhorar as propriedades das enzimas bacterianas para desenvolver a tecnologia de fermentação de aminoácidos, um campo no qual o Japão é líder mundial. O governo adverte os produtores japoneses, no entanto, contra o excesso de otimismo no que se refere à biotecnologia e bioindústria. As pesquisas no Japão e no exterior intensificaram-se na década de 1980, levando a disputas por patentes e forçando algumas empresas a abandonar sua pesquisa.
Em 2006, o mercado farmacêutico japonês foi o segundo maior mercado no mundo. Com vendas de $ 60 bilhões, ele concentra aproximadamente 11% do mercado mundial.
A indústria e as leis farmacêuticas são muito particulares. Elas são regidas pelo Ministério da Saúde, Trabalho e Bem-Estar, que foi estabelecido por uma fusão do Ministério da Saúde e Bem-Estar com o Ministério do Trabalho em 6 de janeiro de 2001 como parte do programa do governo japonês para reorganizar os ministérios do governo.